# Encarnación
Encarnación ist die Hauptstadt des Departamentos Itapúa in Paraguay und gehört mit rund 130.000 Einwohnern zu den größten Städten des Landes. Sie liegt am Fluss Paraná an der Grenze zu Argentinien.

## Geographie
Die Stadt liegt am rechten Ufer des Rio Paraná, der hier bis zu sechs Kilometer breit ist, gegenüber der argentinischen Stadt Posadas, mit der sie durch die Puente Internacional San Roque González de Santa Cruz verbunden ist. Die paraguayischen Fernstraßen Ruta 1 und Ruta 6 beginnen bzw. enden hier. In Encarnación endet auch eine Eisenbahnlinie aus Buenos Aires. Die Stadt verfügt über drei breite Sandstrände: die Playa Mboy Ka'é, Playa San José und Playa San Isidro. Encarnación wird wegen des milden Klimas und seiner Schönheit oft auch als die Perle des Südens bezeichnet.
Die Stadt gliederte sich ursprünglich in zwei Gebiete, den höher gelegenen modernen Teil (auch finanzielles Zentrum der Stadt) sowie die Altstadt in unmittelbarer Umgebung des Río Paraná. Unter den rund 130.000 Einwohnern (Stand 2017) finden sich viele deutscher, japanischer, arabischer, ukrainischer, neuseeländischer, chinesischer und auch polnischer Abstammung.

## Geschichte
Die Stadt wurde am 25. März 1615 vom Jesuitenpater Roque González de Santa Cruz am Ufer des Río Paraná als Jesuitenreduktion gegründet und erhielt mit Bezug auf das kalendarische Fest der Ankündigung der Geburt Christi den Namen Nuestra Señora de la Encarnación de Itapúa („Unsere Liebe Frau von der Menschwerdung von Itapúa“). Auf Weisung der beiden Konsuln Carlos Antonio López und Mariano Roque Alonso wurde 1843 der verkürzte Name amtlich festgelegt. An Bedeutung gewann der Ort 1854 im Rahmen der Errichtung der Eisenbahnstrecke von Zentralparaguay.
Zwischen 1870 und 1936 siedelten sich Deutsche aus Argentinien und Brasilien an, später kamen deutsche Einwanderer direkt aus Deutschland. 1913 wurde die deutsche Schule von Encarnación gegründet. Im Jahr 1957 wurde das Bistum Encarnación als Territorialprälatur gegründet; erster Prälat von Encarnación war Johannes Wiesen, sein Nachfolger von 1968 bis 1987 war Johann Bockwinkel. Die Territorialprälatur wurde 1990 zum Bistum erhoben.
Encarnacíon gilt als die Hauptstadt des paraguayischen Karnevals, der dort seit 1916 gefeiert wird. Das Sambadrom bietet 8.500 Zuschauern Platz.
Nach Fertigstellung des Wasserkraftwerks Yacyretá, rund 90 km flussabwärts, begann im Jahr 2011 der Wasserstand des Paraná um sieben Meter zu steigen. Die am Fluss gelegenen Stadtviertel der Zona Baja wurden komplett überschwemmt. Insgesamt 40.000 Menschen mussten umgesiedelt werden.

## Bildung
Im Ort befinden sich die 1996 gegründete staatliche Universidad Nacional de Itapúa sowie zahlreiche private tertiäre Bildungseinrichtungen.

## Tourismus
Der Tourismus in Encarnación hat in den letzten Jahren sehr stark zugenommen. Die Stadt ist heute einer der wichtigsten touristischen Bezugspunkte des Landes und im Sommer sogar nach Anzahl der Touristen in diesen Monaten die wichtigste touristische Stadt Paraguays. Sie bekam daher den Beinamen Hauptstadt des Sommers. Nach dem Klimawandel werden die Strände nun aber auch in den Wintermonaten bei Temperaturen bis zu 37 °C stark frequentiert. Besonders nach der Neugestaltung der Strandpromenade Costanera San José im Dezember 2011 zog es noch mehr Touristen an die drei Strände der Stadt, die für alle frei zugänglich sind. Sie musste verlegt werden, nachdem der Wasserstand des Paraná nach dem Bau eines Staudamms um sieben Meter angestiegen war. Daneben sind die nahe gelegenen gastronomischen Einrichtungen, Einkaufs- und Freizeiteinrichtungen wie Themenparks einige der beliebtesten Orte für Touristen. Es gibt Restaurants mit einheimischer und internationaler Küche, Diskotheken, Nachtclubs, Kinos, 5-Sterne-Hotels und Parks.
Die traditionellen Karnevals-Inkarnationen finden jedes Jahr zwischen Januar und Februar im neuen Sambódromo oder Bürgerzentrum der Stadt statt und gelten als der größte Karneval des Landes. Auch nach der Karnevalssaison gibt es neben anderen Attraktionen die Trans-Itapúa oder Codasur Rallye sowie die Expo Itapúa.

## Umgebung
In der Nähe der Stadt (28 km an der Ruta 6) befinden sich die ehemaligen Jesuitenmissionen von La Santísima Trinidad de Paraná und Jesús de Tavarangüe, die 1993 von der UNESCO zum Weltkulturerbe erklärt wurden. Rund 9 km vom Stadtzentrum befindet sich am Ufer des Paraná auf einer Landzunge die Pilgerstätte Santuario de la Virgen de Itacuá. Entlang der Route 1 liegen die beliebten Strände von Carmen del Paraná neben der breiten Küstenstraße. Der Flughafen Teniente Amin Ayub González von Encarnación befindet sich 14 km vom Stadtzentrum entfernt im angrenzenden Distrikt Capitán Miranda. Es bestehen bisher nur Flugverbindungen nach Asunción.

## Galerie

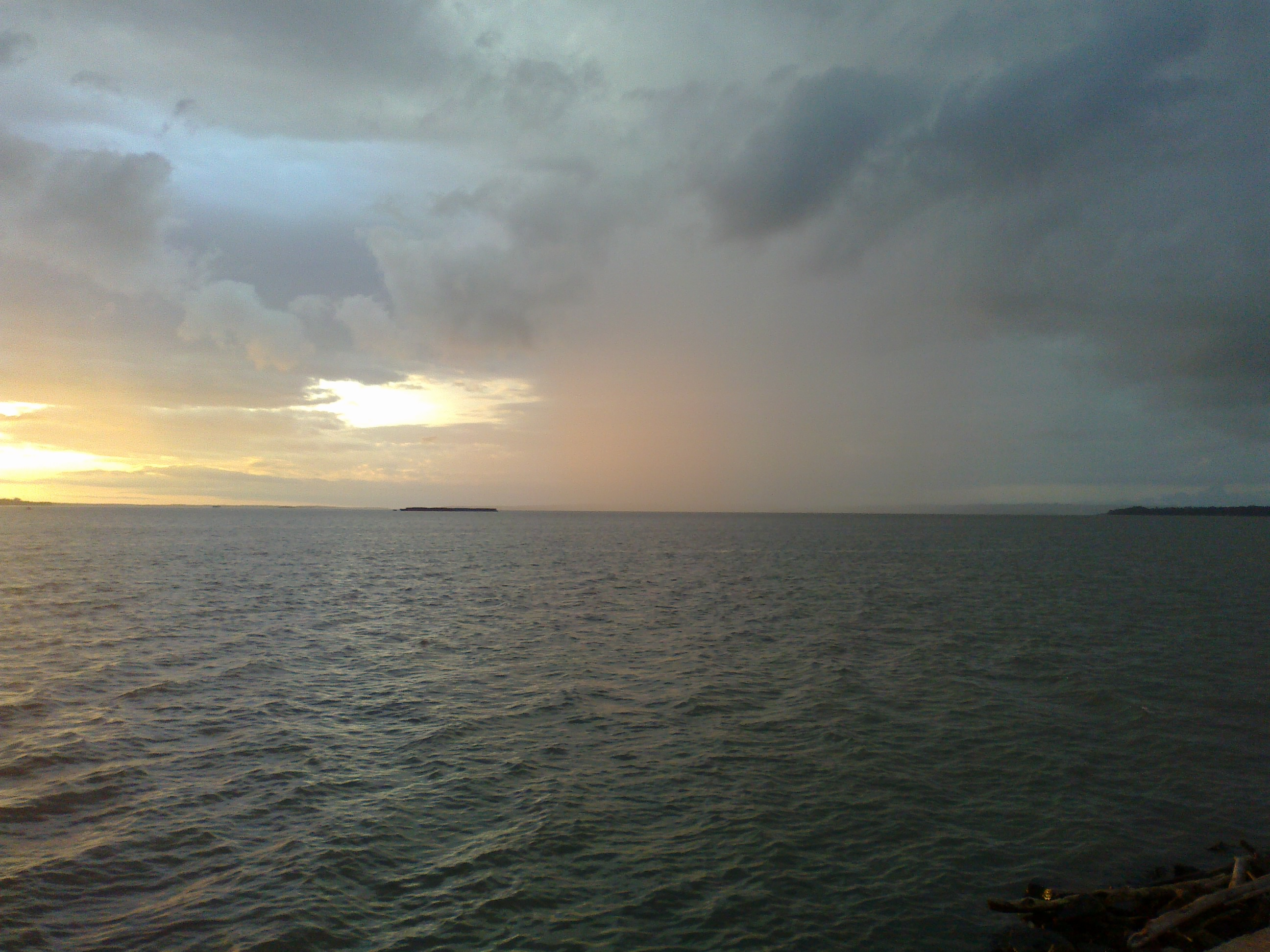
Blick über den Río Paraná von Encarnación
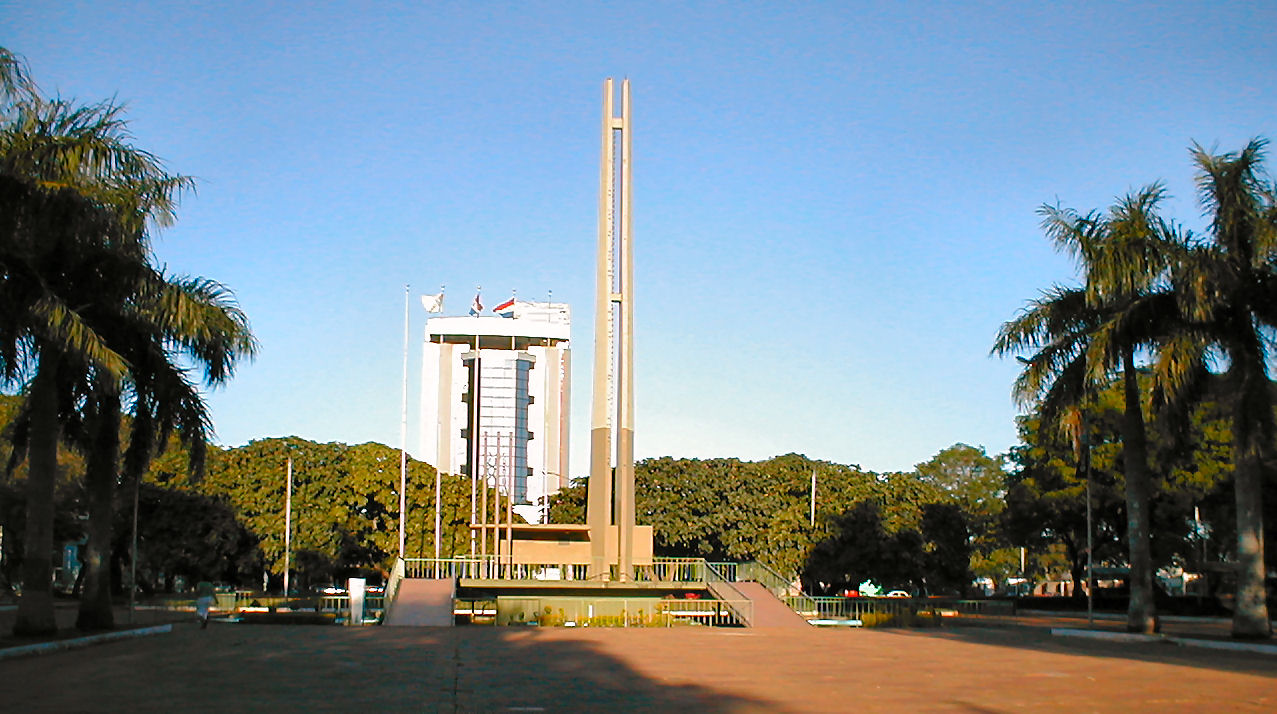
Hauptplatz von Encarnación
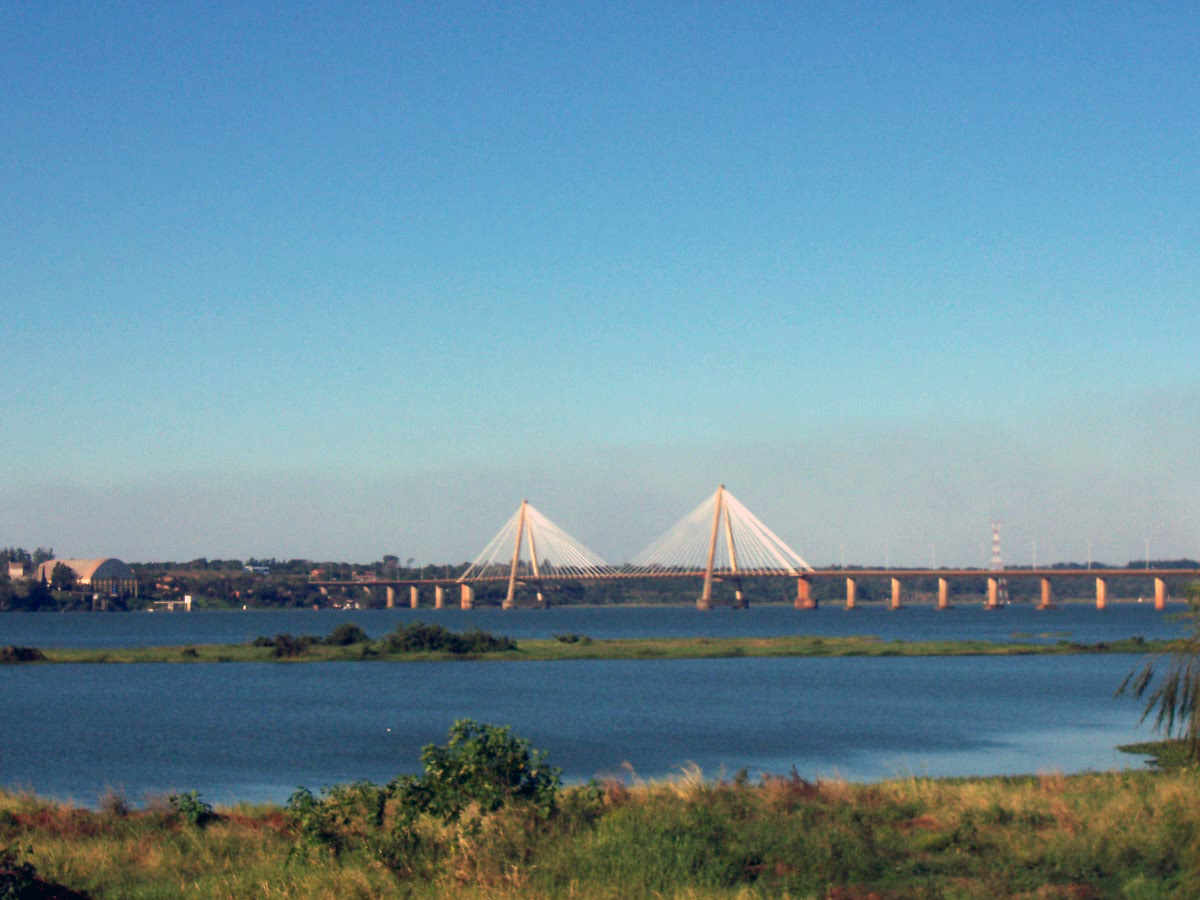
Puente Internacional San Roque González de Santa Cruz
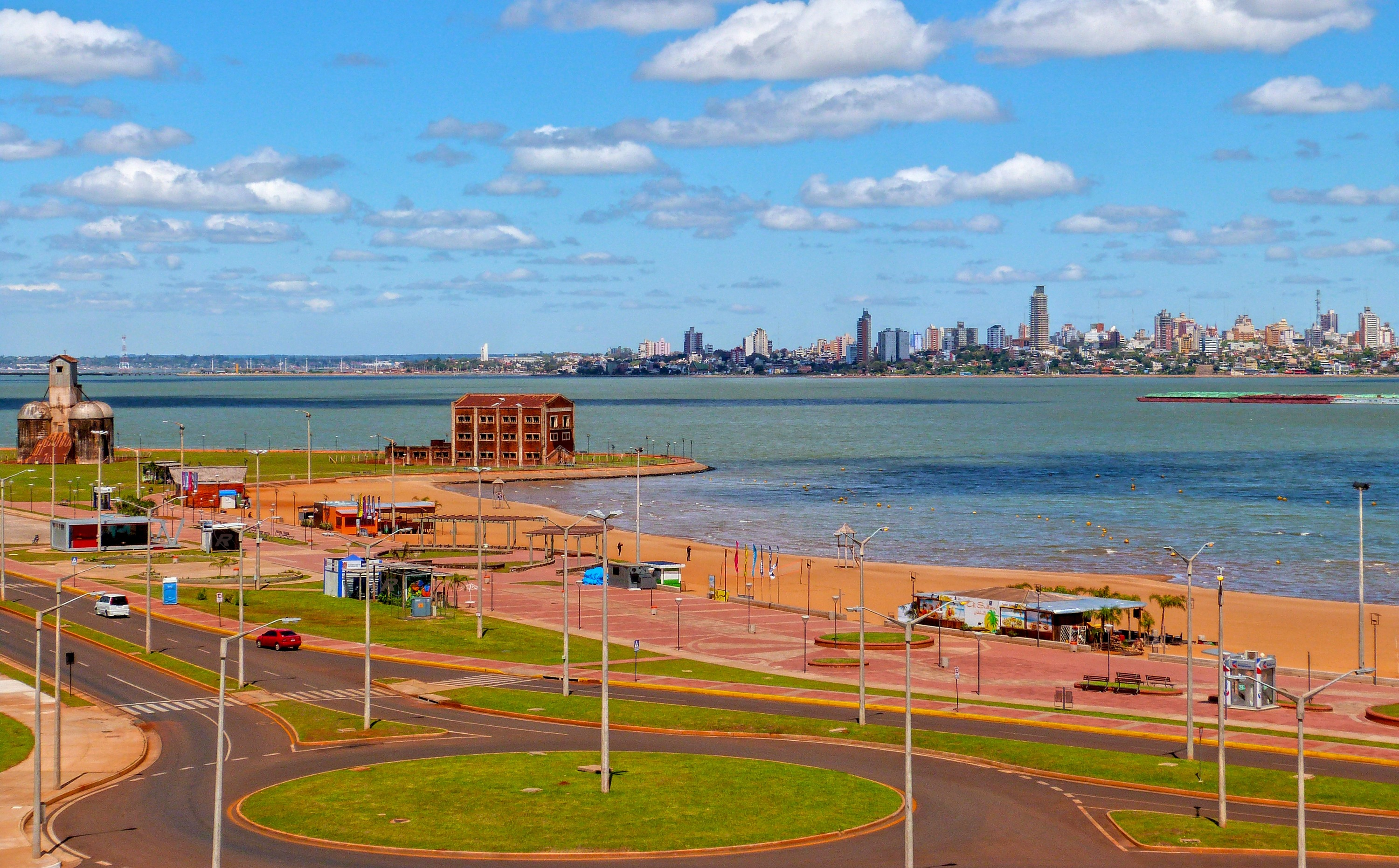
Die Küstenstraße und der Strand Playa San José
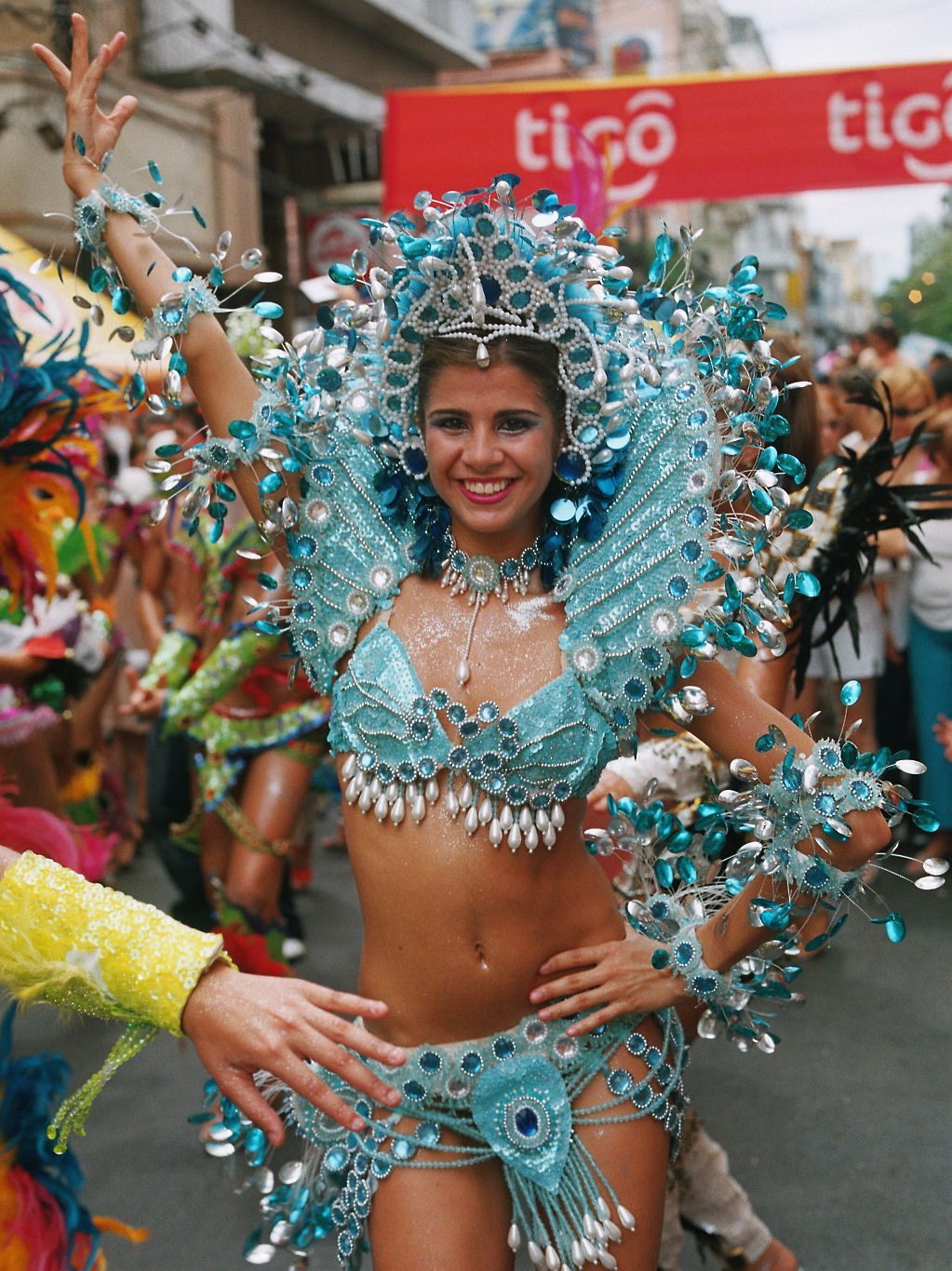
Samba-Tänzerin aus Encarnación
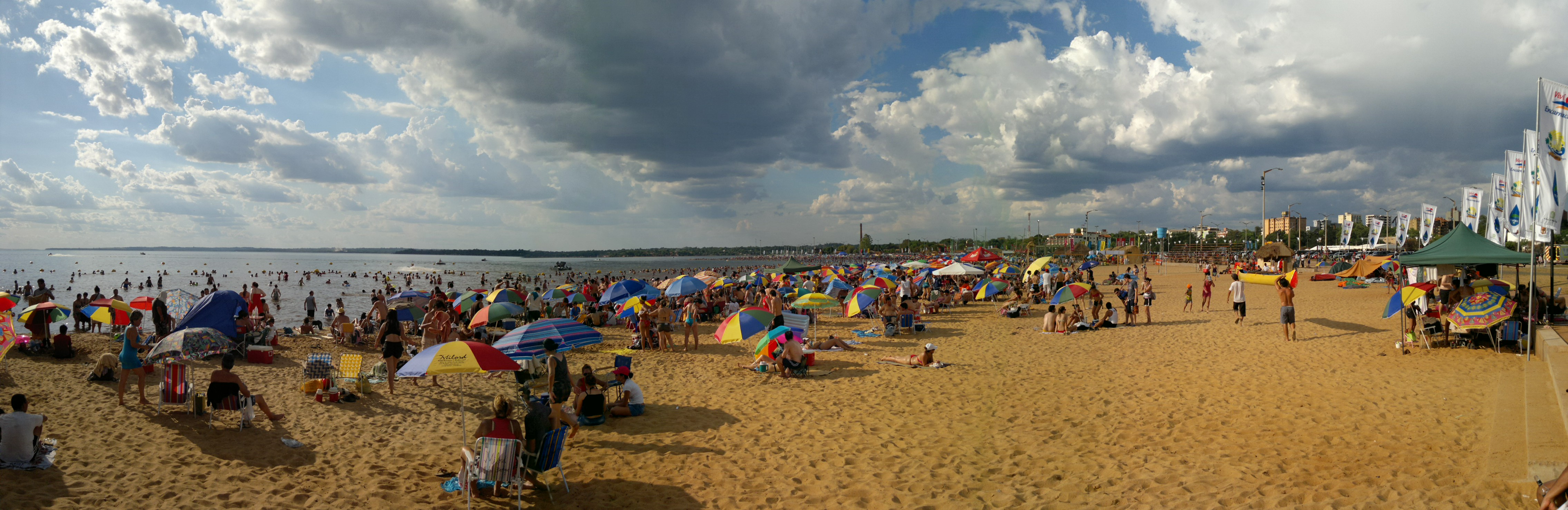
Am Strand von Encarnación

## Klimatabelle
|                       | Jan  | Feb  | Mär  | Apr  | Mai  | Jun  | Jul  | Aug  | Sep  | Okt  | Nov  | Dez  |   |      |
| Mittl. Tagesmax. (°C) | 33,5 | 32,6 | 30,2 | 27,2 | 23,7 | 21,0 | 22,0 | 23,8 | 25,0 | 28,1 | 30,6 | 32,9 | ⌀ | 27,5 |
| Mittl. Tagesmin. (°C) | 20,0 | 20,0 | 18,2 | 15,2 | 12,4 | 10,7 | 10,7 | 11,8 | 12,8 | 15,2 | 16,8 | 18,8 | ⌀ | 15,2 |
|                       |      |      |      |      |      |      |      |      |      |      |      |      |   |      |
| Niederschlag (mm)     | 147  | 175  | 136  | 164  | 145  | 142  | 108  | 97   | 153  | 196  | 164  | 145  | Σ | 1772 |
|                       |      |      |      |      |      |      |      |      |      |      |      |      |   |      |
| Sonnenstunden (h/d)   | 8,2  | 7,8  | 7,1  | 5,7  | 5,8  | 5,3  | 6,1  | 5,9  | 5,1  | 6,5  | 8,4  | 8,7  | ⌀ | 6,7  |
|                       |      |      |      |      |      |      |      |      |      |      |      |      |   |      |
| Luftfeuchtigkeit (%)  | 69   | 73   | 75   | 78   | 80   | 80   | 78   | 73   | 73   | 72   | 68   | 64   | ⌀ | 73,6 |

| 20,0 |

| 20,0 |

| 18,2 |

| 15,2 |

| 12,4 |

| 10,7 |

| 10,7 |

| 11,8 |

| 12,8 |

| 15,2 |

| 16,8 |

| 18,8 |

| 20,0 |

| 20,0 |

| 18,2 |

| 15,2 |

| 12,4 |

| 10,7 |

| 10,7 |

| 11,8 |

| 12,8 |

| 15,2 |

| 16,8 |

| 18,8 |

## Städtepartnerschaft
- Posadas in Argentinien auf der gegenüberliegenden Seite des Rio Paraná ist Partnerstadt von Encarnación.

## In Encarnación geboren
- Alfredo Stroessner (1912–2006), von 1954 bis 1989 Diktator von Paraguay
- Ananías Maidana (1923–2010), Politiker
- Luis Szarán (* 1953), Komponist, Dirigent, Musikwissenschaftler und Orchestergründer
- Alfredo Mendoza (* 1963), Fußballspieler
- Néstor Isasi (* 1972), Fußballspieler
- Fabián Benítez (* 1983), Fußballspieler